# سامسونج جالكسي ميني 2
سامسونج جالكسي ميني 2 (بالإنجليزية: Samsung Galaxy Mini 2)‏ هو هاتف ذكي من إلكترونيات سامسونج ضمن سلسلة مجرة يعمل بنظام أندرويد، تم طرحه في الأسواق في 1 فبراير 2012.

## الخصائص
- نظام التشغيل: أندرويد
- الكاميرا الخلفية: 3.15 ميجابكسل
- الوزن: 105.3 غ (3.71 أونصة)
- الذاكرة: 512 ميجابايت
- التخزين: 4 جيجابايت

## وصلات خارجية
- الموقع الإلكتروني